# シンガポールの路面電車
シンガポールの路面電車は1886年から1894年まで運行していた蒸気機関車（路面機関車）が牽引するスティームトラムと、1905年から1927年まで運行していた路面電車が存在した。いずれも成功せず、短命に終わった。

## 歴史

### 蒸機時代
シンガポール最初の路面鉄道は、シンガポール路面軌道会社（Singapore Tramways Company）が運営する軌間1,000mm（メーターゲージ）の路線として1886年に開業した。しかし利用客の不振で開業4年後の1890年にタンジョン・パガー船渠会社（Tanjong Pagar Docks Company）へ売却、その更に4年後の1894年に全線が廃止された。

### 電車時代
1901年に設立されたシンガポール電気軌道会社（Singapore Electric Tramways, Limited）の運営により、電気を動力とする軌間1,000mmの路面電車が1905年に開業した。しかし他の交通機関との競争も相まって業績は芳しくなく、1927年には全線が廃止された。廃止後はトロリーバスが代替している。